# S.O.S. (canción de Jonas Brothers)
«S.O.S.» es una canción escrita por Nick Jonas (vocalista de la banda) del trío de Pop estadounidense Jonas Brothers, lanzada como segundo sencillo oficial del segundo álbum de estudio Jonas Brothers. La canción fue estrenada el 3 de agosto del 2007 en Estados Unidos y el 30 de agosto de ese mismo año en Europa.
La canción habla de relaciones amorosas con chicas, de hecho, Nick Jonas dijo que escribió la canción basado en una experiencia personal, similar a la de la canción. Él dijo contó siguiente a una revista :"Hay una historia real detrás de S.O.S. y es sobre una chica con quien estuve durante un tiempo. Vino a la ciudad para cortar, no fue nada agradable. Fue malo, pero a mi me dio una razón para cantarle más a la vida y darme inspiración. Cuando tengo inspiración me es muy fácil escribir una canción. S.O.S fue escrita en quince minutos, así como 'Still in love with you' e 'Inseparable'."

## Video musical
El vídeo empezó a ser filmado en junio del 2007 en el crucero Queen Mary. Los chicos de la banda aseguraron que el barco "tenía un ambiente tenebroso y fue entretenido el rodaje del vídeo mientras estaban a bordo del crucero". En agosto del 2007, el vídeo fue estrenado como Video Premiere en Disney Channel. Ha sido visto más de 97 millones de veces en YouTube. También contaron con la participación de Moisés Arias, Rico en Hannah Montana.
Aparte de eso el vídeo cuenta las alocadas situaciones amorosas que han pasado los chicos, principalmente Nick. Contó que salió con una chica muy guapa y que el esperaba que fuera una cita romántica pero resultó que la chica llevó a sus amigas y Nick se enfadó porque él esperaba una cita más íntima y romántica.

## Posicionamiento
| Listas (2007)                 | Posición |
| ----------------------------- | -------- |
| Canadá Hot 100                | 49       |
| U.S. Billboard Pop 100        | 17       |
| U.S. Billboard Pop 100        | 17       |
| Listas (2008)                 | Posición |
| Alemania Singles Top 100      | 26       |
| Australia ARIA Singles Chart  | 47       |
| Austria Singles Top 75        | 33       |
| Belgica Flemish Ultratop 50   | 8        |
| Belgica Wallonian Ultratop 40 | 17       |
| Dinamarca Singles Top 40      | 28       |
| Dutch Top 40                  | 32       |
| España Singles Top 40         | 4        |
| Francia Singles Top 100       | 15       |
| Italia FIMI Singles Chart     | 21       |
| Irlanda Singles Chart         | 14       |
| 10+ pedidos MTv México        | 1        |
| Noruega Singles Top 40        | 2        |
| Portugal Singles Top 50       | 5        |
| Suecia Singles Top 60         | 28       |
| Suiza Singles Top 100         | 66       |
| UK Singles Chart              | 13       |